# Amomum jainii
Amomum jainii är en enhjärtbladig växtart som beskrevs av S.Tripathi och V.Prakash. Amomum jainii ingår i släktet Amomum och familjen Zingiberaceae. Inga underarter finns listade i Catalogue of Life.